# Brasão de armas de Erevã
O Brasão de armas de Erevã é um dos símbolos oficiais da cidade de Erevã — capital da Armênia. De autoria de Albert Sohikyan, o brasão foi aprovado em 26 de abril de 1995.

## Descrição
Em escudo francês de esmalte ouro e contorno azul. Na parte inferior do escudo, um pedestal azul, com a inscrição em armênio do nome da cidade (ԵՐԵՎԱՆ) em caixa alta e esmaltado em ouro. Sobre o pedestal, um leão passante com a cabeça voltada para a sinistra, com a pata dianteira direita segura um cetro e em seu peito um escudo circular com a representação do monte Ararate. Sobre a cabeça há uma coroa, com uma flor nascendo do centro.